# 박현욱 (축구 선수)
박현욱 (1998년 9월 22일 ~)는 대한민국의 축구 선수로서 포지션은 수비수이다. 현재 K리그 챌린지 경남 FC 소속이다.